# Lightworks
Lightworks — система нелинейного видеомонтажа и мастеринга цифрового видео в различных форматах, включая разрешение 2K и 4K, а также телевидение в форматах PAL, NTSC и высокой четкости. Разработана на основе ныне не существующей Lightworks Inc. (ранее OLE Limited), британского производителя систем нелинейного редактирования.
Lightworks активно используется в киноиндустрии, а также в непрофессиональном сегменте, конкурируя с такими продуктами, как Avid Media Composer, Adobe Premiere Pro, Vegas и другими. В Lightworks редактировались фильмы 28 дней спустя, Хранитель времени, Крик, Авиатор, Король говорит! и многие другие. Работы, сделанные с помощью Lightworks, не раз побеждали в технических номинациях премий «Оскар» и «Эмми».
Платная версия распространяется на условиях предоплаты, а доступная всем бесплатная версия имеет ограничения в функциональности. Различия сводятся к более широкой поддержке форматов вывода: бесплатная версия ограничена сохранением результатов работы в форматах для интернета (например, MPEG4 / H.264) с разрешением до 720p. В платной версии также доступны расширенные средства для общего доступа к проектам, возможность вывода в стереоскопическом 3D-формате, поддержка выбора места размещения проекта, поддержка рендеринга и прочие.

## Операционные системы
Все версии разработаны для работы на чипсетах и материнских платах Intel и AMD.
Microsoft Windows:
- Windows Vista
- Windows 7
- Windows 8/8.1
- Windows 10

Linux:
дистрибутивы Debian:
- Ubuntu / Lubuntu / Xubuntu 14.04 и выше
- Mint 17 и выше

дистрибутивы RPM:
- Fedora 20 и выше

Mac OS:
- Mac OS X 10.8 и выше

## Рекомендуемые системные требования
- Intel i7 или быстрее, аналогичный AMD или быстрее;
- 3GB ОЗУ или больше;
- Два дисплея с высоким разрешением (1920 x 1080) и выше;
- Графическая карта PCI Express (NVIDIA или ATI) с 1 ГБ и выше, плюс поддержка DirectX 9 (только для Windows);
- Отдельные носители и системные диски (они могут быть как внутренними, так и внешними), если интерфейс работает достаточно быстро;
- Совместимая звуковая карта;
- 200 МБ дискового пространства для установки Lightworks;
- Консоль Lightworks (Необязательно)[6];
- Клавиатура Lightworks (Необязательно)[7].

## История
OLE Лимитед была основана в 1989 году Полом Бамборо (Paul Bamborough), Ником Поллоком (Nick Pollock) и Нилом Харрисом (Neil Harris). В 1994 году она была продана компании Tektronix, которая не имела успеха в дальнейшем развитии продуктов компании. Затем в 1999 году она была продана вновь образованной Lightworks Inc., приобретенной в дальнейшем Fairlight Japan, и перепроданной Gee Broadcast в мае 2004. Под новым руководством выпуск новых продуктов возобновился линейкой Lightworks Touch и позднее линейками Alcarity и Softworks для редактирования SD и HD.
В августе 2009 года совместная британо-американская компания EditShare приобрела платформу Lightworks у Gee Broadcast (вместе с их видеосервером Geevs).
На ежегодной конференции Национальной ассоциации вещателей, NAB Show, 11 апреля 2010 года, EditShare объявила, что они планируют превратить Lightworks в Lightworks Open Source. Она была представлена на международной конференции вещателей (IBC) в Амстердаме в сентябре 2010 года. 9 ноября 2010 года, EditShare объявила, что EditShare Lightworks будет доступен для загрузки с 29 ноября того же года, сначала исключительно для пользователей, которые были зарегистрированы во время первоначального объявления, с последующей публикацией программного обеспечения, как «публичной бета-версии». Предполагается получение прибыли от продажи проприетарных плагинов, предлагаемых в связанном интернет-магазине, особенно тех, которые необходимы для доступа к видеоформатам, используемым профессиональными камерами.

## Продукты
Была произведена система нелинейного монтажа видео, использующая интерфейс управления, похожий на интерфейс контроллера Штеенбек, ставший промышленным стандартом. Она имела несколько уникальных для своего времени особенностей, таких как «синхронизация скольжения», синхронизированное воспроизведение с переменной скоростью и очисткой аудио, синхронизированное многоканальное воспроизведение и объектно-ориентированный пользовательский интерфейс с выделенной аппаратной консолью. Некоторые из этих функций по-прежнему остаются непревзойденными другими конкурирующими системами.
Система выигрывала премии академии кинематографических искусств и наук за научные и технические достижения и премии «Эмми».
Команда разработчиков включает бывших членов компаний, специализировавшихся на разработке компьютерных игр Magnetic Scrolls и Computer Film Company, некоторые из которых присоединились к команде разработчиков медиасети Sohonet.
Softworks — самый последний продукт от Lightworks, предлагающий пользовательский интерфейс Lightworks и набор программных инструментов для ноутбуков и настольных компьютеров.
Softworks и Alacrity поддерживают обработку видео различных форматов и разрешений в реальном времени и позволяют сохранять результаты в различных разрешениях без повторного рендеринга. Alacrity поддерживает работу с двумя видеовыходами, тогда как та же функциональность доступна для пользователей Softworks в качестве опции. Поддержка кино и сетевых операций в Lightworks обеспечивает большую производительность для больших производств.